# Cestrum martii
Cestrum martii är en potatisväxtart som beskrevs av Sendt. Cestrum martii ingår i släktet Cestrum och familjen potatisväxter. Inga underarter finns listade i Catalogue of Life.